# 弓矢八幡剣
『弓矢八幡剣』（ゆみやはちまんけん）は、1934年公開の日本映画である。中川信夫監督の処女作であり、市川右太衛門プロダクション第二部が製作・配給した。白黒映画、サイレント映画。同年10月に大阪・芦辺劇場、同年12月1日に浅草・金曜館で公開された。

## 概要
1932年（昭和7年）にマキノ・プロダクションから市川右太衛門プロダクション（右太プロ）に移籍した中川信夫の監督処女作である。
本作を製作した同プロダクション第二部は、右太衛門主演作以外の作品を製作する部門である。本作は、中川の監督昇進試験の意味合いを持っていた。助監督時代の中川が、同プロダクションに提出された二つの企画に『夏祭お夏狂乱』と『弓矢八幡剣』というタイトルをつけたところ採用され、同プロダクションのプロデューサー柳武史（柳川武夫）の推薦で、後者、つまり本作の監督に中川が抜擢された。ただし中川本人は自叙伝の中で本作が処女作であることには触れず、「実質的な監督第一作」を、1935年の『東海の顔役』であると書いている。
中川とは雑誌『キネマ旬報』に読者評論を寄稿していた時代からの親しい友人で、後に映画評論家となる滝沢一が、「編集助手」として本作の製作現場に参加している。
本作が、大阪の芦辺劇場で公開された時には、中川が自ら弁士をつとめている。当時、同プロダクションでは、助監督が試写で弁士をつとめることが慣習になっていた。
フィルムは現存していない。

## あらすじ
傘はり浪人がしゃっくりをするたびに事件が起こり、武勇を奮ってその事件を解決していくという内容。また、冒頭部分は現代劇であるという。

## スタッフ
- 監督・原作・脚本： 中川信夫
- 企画： 柳武史
- 撮影： 中村美雄

## キャスト
- 田村邦男
- 神戸藤子
- 白石明子
- 松本栄三郎